# Anno III del calendario rivoluzionario francese
L'anno III del calendario rivoluzionario francese corrispondeva a un periodo ricompreso tra gli anni 1794 e 1795 del calendario gregoriano. Esso ebbe inizio il 22 settembre 1794 (1º vendemmiaio II), e terminò il 22 settembre 1795. Fu il primo dei tre anni sestili del calendario rivoluzionario. 

## Concordanze
| vendemmiaio    | 22 settembre |
| 9 vendemmiaio  | 30 settembre |
| 10 vendemmiaio | 1º ottobre   |
| 30 vendemmiaio | 21 ottobre   |
| 1º brumaio     | 22 ottobre   |
| 10 brumaio     | 31 ottobre   |
| 11 brumaio     | 1º novembre  |
| 30 brumaio     | 20 novembre  |
| 1º frimaio     | 21 novembre  |
| 10 frimaio     | 30 novembre  |
| 11 frimaio     | 1º dicembre  |
| 30 frimaio     | 20 dicembre  |
| 1º nevoso      | 21 dicembre  |
| 11 nevoso      | 31 dicembre  |

| 12 nevoso    | 1º gennaio  |
| 30 nevoso    | 19 gennaio  |
| 1º piovoso   | 20 gennaio  |
| 12 piovoso   | 31 gennaio  |
| 13 piovoso   | 1º febbraio |
| 30 piovoso   | 18 febbraio |
| 1º ventoso   | 19 febbraio |
| 10 ventoso   | 28 febbraio |
| 11 ventoso   | 1º marzo    |
| 30 ventoso   | 20 marzo    |
| 1º germinale | 21 marzo    |
| 11 germinale | 31 marzo    |
| 12 germinale | 1º aprile   |
| 30 germinale | 19 aprile   |

| 1º fiorile    | 20 aprile |
| 11 fiorile    | 30 aprile |
| 12 fiorile    | 1º maggio |
| 30 fiorile    | 19 maggio |
| 1º pratile    | 20 maggio |
| 12 pratile    | 31 maggio |
| 13 pratile    | 1º giugno |
| 30 pratile    | 18 giugno |
| 1º messidoroo | 19 giugno |
| 12 messidoro  | 30 giugno |
| 13 messidoroo | 1º luglio |
| 30 messidoro  | 18 luglio |
| 1º termidoro  | 19 luglio |
| 13 termidoro  | 31 luglio |

| 14 termidoro  | 1º agosto    |
| 30 termidoro  | 17 agosto    |
| 1º fruttidoro | 18 agosto    |
| 14 fruttidoro | 31 agosto    |
| 15 fruttidoro | 1º settembre |
| 30 fruttidoro | 16 settembre |

| della virtù       | 17 settembre |
| del genio         | 18 settembre |
| del lavoro        | 19 settembre |
| dell'opinione     | 20 settembre |
| delle ricompense  | 21 settembre |
| della rivoluzione | 22 settembre |

## Avvenimenti
- 7 vendemmiaio (28 settembre 1794) : Creazione de l'École polytechnique.
- 19 vendemmiaio (10 ottobre 1794) : Creazione del Conservatoire national des arts et métiers da parte dell'abate Grégoire.
- Nei vendemmiaio/ brumaio (ottobre), l'armata di Jourdan entra nei paesi del Reno.
- 2 brumaio (23 ottobre) : Chiusura dell'École de Mars.
- 9 brumaio (30 ottobre) : Creazione de l'École normale supérieure.
- 21 brumaio (11 novembre) : Chiusura del club dei Giacobini.
- 18 frimaio (8 dicembre) : Ritorno dei Girondini alla Convenzione.
- In frimaio/nevoso (dicembre), amnistia per i Chouan.
- 4 nevoso (24 dicembre 1794) : Abolizione della legge del maximum.
- Nel nevoso, Pichegru nei Paesi Bassi.
- 29 piovoso (17 febbraio) : Accordo di La Jaunaye tra Hoche e Charette per i Chouan che sospendeva la guerre di Vandea.
- Nei piovoso/ ventoso (febbraio), creazione delle Écoles centrales.
- 3 ventoso (21 febbraio 1795) : Ristabilimento della libertà di culto in Francia.
- 12 germinale (1º aprile) : Giornata di proteste senza violenze del popolo parigino contro l'alto prezzo delle derrate. La Convenzione termidoriana ne approfitta per deportare senza processo anziani Montagnardi.
- 16 germinale (5 aprile) : Trattato di Basilea, pace con la Prussia, che riconosceva l'occupazione della riva sinistra del Reno da parte della Francia.
- 18 germinale (7 aprile) : La Convenzione adotta il sistema metrico decimale in Francia.
- fiorile-pratile : Terrore bianco (maggio- giugno) : esecuzione, tra gli altri, di  Fouquier-Tinville il 18  fiorile (7  maggio).
- 18 fiorile (7 maggio) : Creazione del Comitato dell'Artiglieria, piazza Saint Thomas d'Aquin
- 11 pratile (30 maggio) : Restituzione delle chiese.
- 14 pratile (2 giugno 1795): Insurrezioni popolari a Parigi violentemente represse (14-19  pratile).
- 13 messidoro (1º luglio) : Annessione del Belgio.
- 27 messidoro (15 luglio) : Tentativo di sbarco degli emigrati realisti e degli inglesi a Quiberon, respinto da Hoche.
- 4 termidoro (22 luglio) : Trattato di Basilea con la Spagna, gli spagnoli cedono alla Francia l'isola di Hispaniola (Haïti) nei Caraibi.
- 16 termidoro (3 agosto) : creazione del Conservatorio di musica.
- 5 fruttidoro (22 agosto) : Costituzione dell'anno III.
- 13 fruttidoro (30 agosto) : Decreto dei due terzi.
- La Francia annette i Paesi Bassi austriaci.
- Il Lussemburgo diviene il Dipartimento delle Foreste francese fino al 1814.

## Scuole dell'anno III scientifiche
- Le Scuole dell'anno III scientifiche sono le istituzioni di insegnamento superiore scientifico fondate dalla Convenzione nazionale durante l'autunno del 1794. Esse sono tre: l'École polytechnique (7  vendemmiaio anno  III -  28  settembre 1794 ), l'École normale supérieure (9  brumaio anno III -  30  ottobre 1794 )[2].

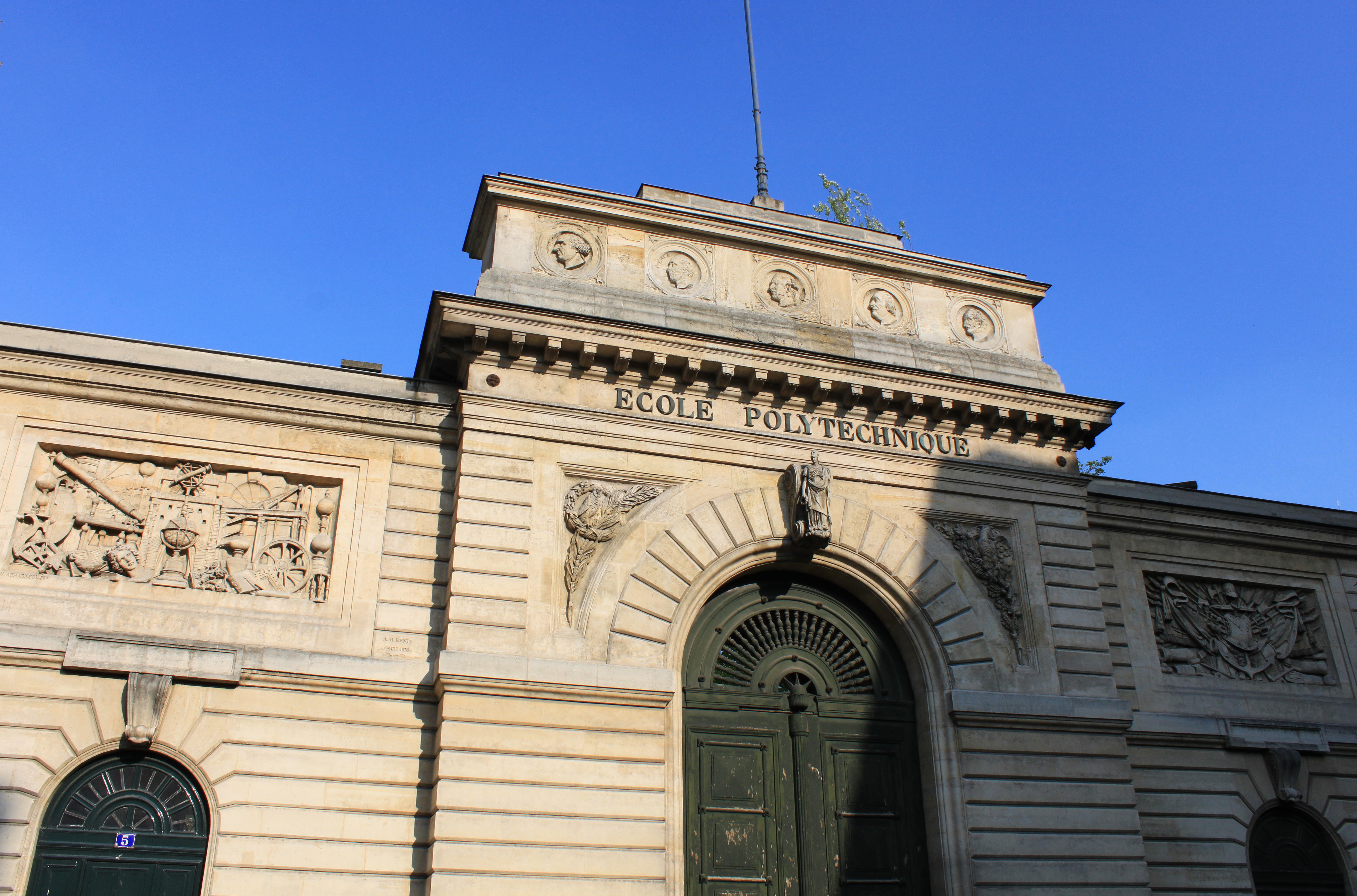
Politecnico
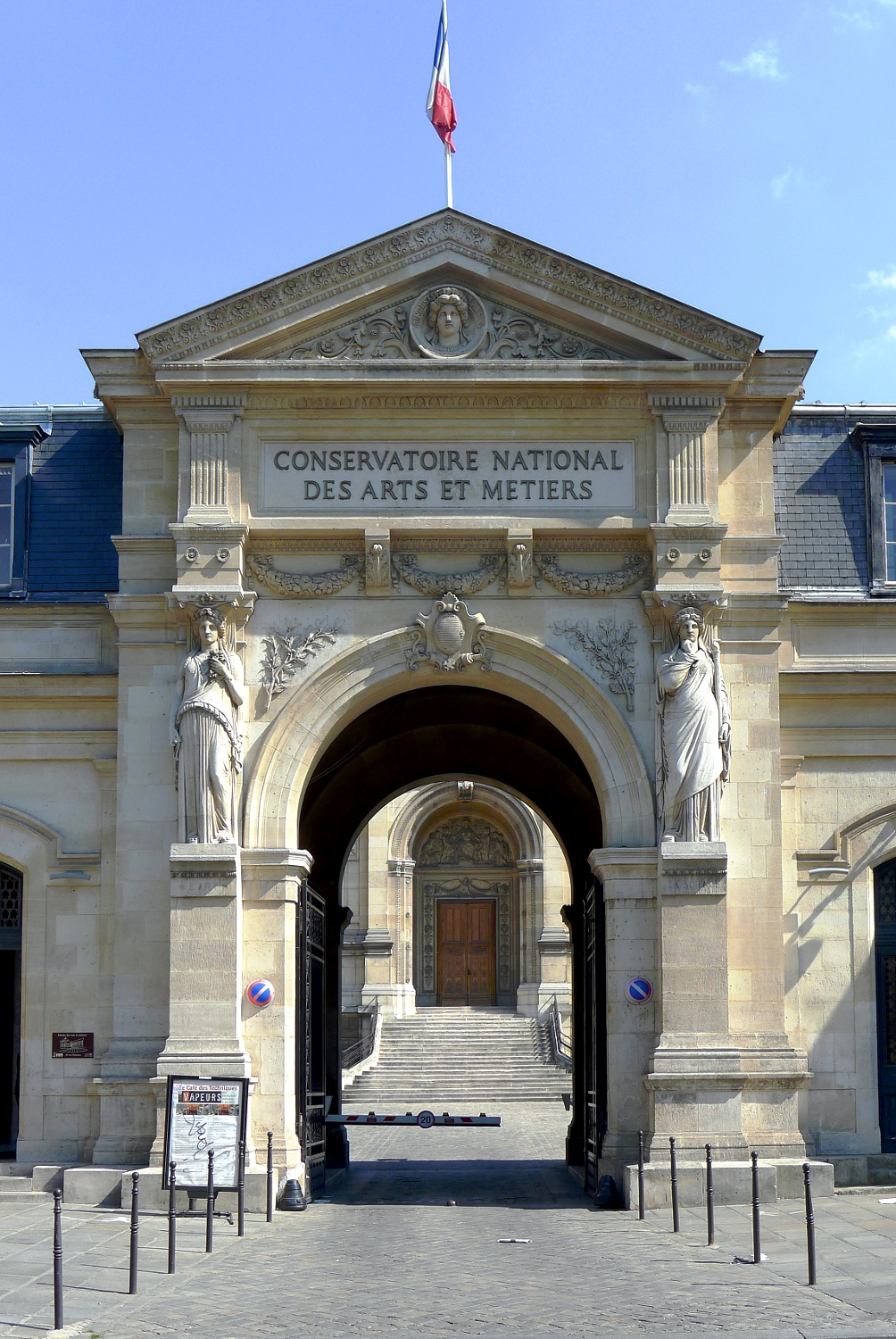
Conservatorio nazionale delle arti e dei mestieri
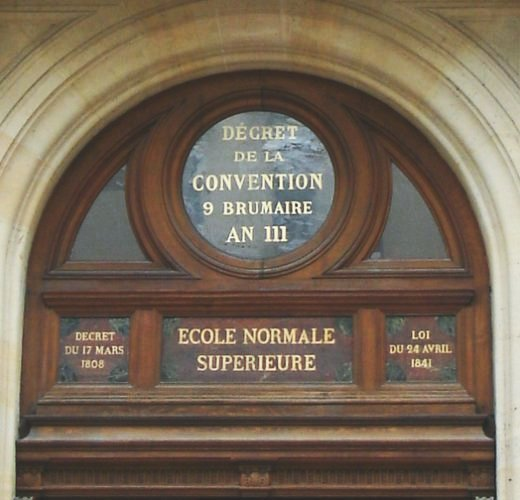
Scuola normale superiore

## Morti
- 20 pratile (8  giugno) : l'ex-Delfino Luigi (10 anni) di Francia, primogenito dei Capetingi e capo della Casa di Francia.